# Supermarket (serial telewizyjny)
Supermarket (ang. Superstore) – amerykański serial telewizyjny (sitcom) wyprodukowany przez The District oraz Universal Television. Twórcą serialu jest Justin Spitzer. Superstore jest emitowany od 30 listopada 2015 roku przez NBC. W Polsce dostępny na platformach streamingowych Prime Video (sezony 1-5), Viaplay i Netflix (sezony 1-6).

## Fabuła
Serial opowiada o  życiu i pracy grupy ludzi pracującej razem w supermarkecie.

## Obsada

### Główna
- America Ferrera jako Amelia Sosa[2]
- Ben Feldman jako Jonah Simms[3]
- Colton Dunn jako Garrett McNeil[4]
- Lauren Ash jako Dina Fox[5]
- Mark McKinney jako Glenn Sturgis[4]
- Nichole Bloom jako Cheyenne Thompson[6]
- Nico Santos jako Mateo Liwanag[4]

## Odcinki
| Sezon | Sezon | Odcinki | Oryginalna emisja    | Oryginalna emisja | Oryginalna emisja | Oryginalna emisja | Oryginalna emisja |
| Sezon | Sezon | Odcinki | Premiera sezonu      | Finał sezonu      | Premiera sezonu   | Finał sezonu      |                   |
| ----- | ----- | ------- | -------------------- | ----------------- | ----------------- | ----------------- | ----------------- |
|       | 1     | 11      | 30 listopada 2015    | 22 lutego 2016    | —                 | —                 |                   |
|       | 2     | 22      | 22 września 2016     | 4 maja 2017       | —                 | —                 |                   |
|       | 3     | 22      | 28 września 2017     | 3 maja 2018       | —                 | —                 |                   |
|       | 4     | 22      | 4 października 2018  | 16 maja 2019      | —                 | —                 |                   |
|       | 5     | 21      | 26 września 2019     | 23 kwietnia 2020  | —                 | —                 |                   |
|       | 6     | 15      | 29 października 2020 | 25 marca 2021     | —                 | —                 |                   |

## Produkcja
15 stycznia 2015 roku, stacja NBC zamówiła pilotowy odcinek serialu

8 maja 2015 roku, stacja NBC zamówiła pierwszy sezon serialu Superstore na sezon telewizyjny 2015/2016, którego premiera jest zaplanowana na midseason

Stacja NBC skróciła liczba odcinków pierwszego sezonu z 13 odcinków na 11.

23 lutego 2016 roku, stacja NBC zamówiła drugi sezon, który będzie składał się z 13 odcinków.

15 lutego 2017 roku, stacja NBC zamówiła trzeci sezon

22 lutego 2018 roku, stacja NBC przedłużyła serial o czwarty sezon
W połowie lutego 2020 roku, stacja NBC oficjalnie potwierdziła produkcję szóstego sezonu.